# Prosper Menière

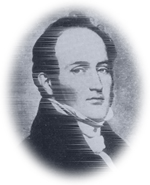
Prosper Menière

Prosper Menière (18 juni 1799 – 7 februari 1862) was een Franse arts die de naar hem vernoemde ziekte van Menière heeft ontdekt. 
Op 17-jarige leeftijd begint hij aan de universiteit van Angers met zijn opleiding in de geneeskunde. Hij is een uitstekende student en gaat vanaf 1819 verder studeren in Parijs. Hij behaalt daar in 1828 zijn doctorstitel en gaat als chirurg-assistent werken. In 1832 krijgt Menière een aanstelling aan de universiteit van Parijs. Hij leidt in 1835 een succesvolle campagne tegen cholera. Hij wordt hiervoor benoemd als geridderd in het Franse Legioen van Eer. 
Hij wordt in 1838 hoofd van het Institut des Sourds-Muets. Dat is het instituut voor doven in Parijs. Hier zal hij zich tot zijn dood bezighouden met studies van het gehoor. Zijn belangstelling voor het gehoor was een jaar eerder gewekt: Hij komt dan in contact met een jonge vrouw die na een verkoudheid totaal doof en voortdurend misselijk is. Zij overlijdt vijf dagen later. Menière ontdekt bij een onderzoek afwijkingen in haar evenwichtsorgaan.
Op 8 januari 1861 vertelt hij in een lezing over zijn jarenlange onderzoek naar het gehoor. Hierin beschrijft hij ook de ziekte die nu zijn naam draagt. Menière vertelt dat volgens hem afwijkingen in het binnenoor de oorzaak van de ziekte zijn. Dat was voor iedereen een
opvallende conclusie. Want toen dacht men nog dat de duizeligheid werd veroorzaakt door afwijkingen in de hersenen en de misselijkheid door maagproblemen.
Nauwelijks een jaar later overlijdt Prosper Menière op 7 februari 1862 aan longontsteking. Hij heeft zelfs op zijn sterfbed nog gewerkt aan een wetenschappelijk artikel over 'zijn ziekte'. Na zijn dood neemt zijn zoon Emile Ménière de leiding van het Institut des Sourds-Muets over.

## Spelling
In tegenstelling tot het vaak gebruikte "Ménière", schreef Prosper zijn eigen naam als "Menière", zoals duidelijk te zien is aan zijn handtekening. De verwarring is ontstaan toen zijn zoon Emile hem opvolgde, die zijn naam als "Ménière" schreef. De correcte spelling voor de ziekte die Prosper beschreef is dus: ziekte van Menière, zoals ook vernoemd in de leerboeken voor Keel-Neus-Ooorheelkunde.